# رود آون
رود آون رودی است به رود سورون می‌ریزد. این رود از کشور بریتانیا می‌گذرد. طول آن ۱۳۷ کیلومتر (۸۵ مایل) است.